# Wyścigi kosiarek

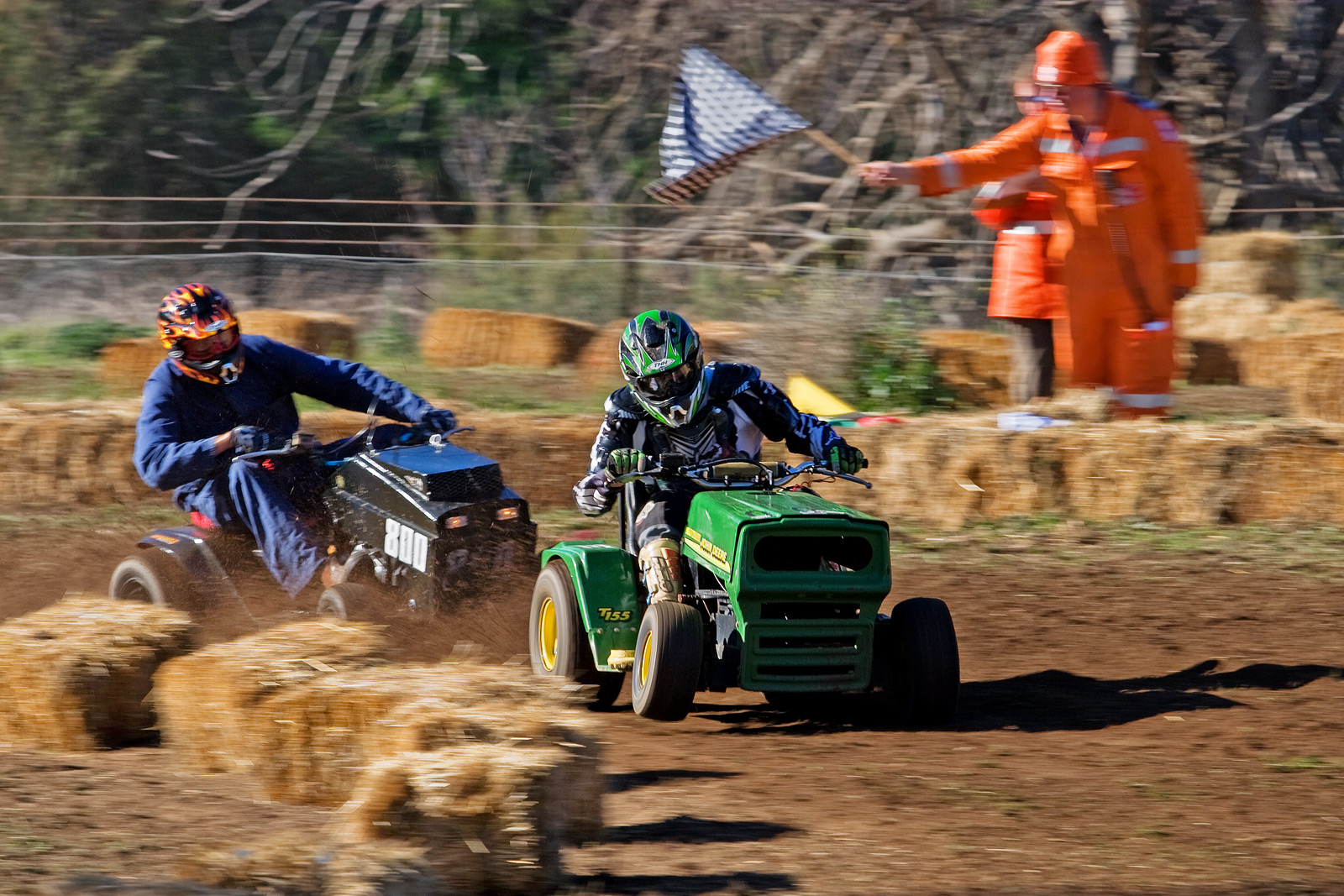
Wyścig w klasie 250 cm³ w Swifts Creek

Wyścigi kosiarek – dyscyplina, której twórcy wywodzą się z Wielkiej Brytanii.
Dyscyplina narodziła się w 1973 roku, gdy dwaj miłośnicy sportów motorowych postanowili urządzić wyścig rolnych maszyn na pobliskim polu. Pierwsze zawody zgromadziły ponad 80 uczestników. Z czasem lokalne wyścigi kosiarek przeistoczyły się w międzynarodowe zawody czego dowodem są: Grand Prix Wielkiej Brytanii i mistrzostwa świata w wyścigach kosiarek. Z biegiem czasu miłośnicy kosiarek doczekali się swoich narodowych federacji, m.in.: w Australii, Stanach Zjednoczonych i Wielkiej Brytanii.
Wyścigi kosiarek doczekały się premierowej imprezy także w Polsce. W 2009 roku na festiwalu „Ruminki 2009” miała miejsce I edycja wyścigu kosiarek.
Wyścigi zdobywają większą popularnością wśród miłośników czterech kółek ze względu na ogólną dostępność oraz dość niskie koszty.
Najszybsze kosiarki uzyskują moc nawet 18-20 KM i potrafią osiągnąć prędkość nawet do 80 km/h.